# Nephele bipartita
Nephele bipartita là một loài bướm đêm thuộc họ Sphingidae. Nó được tìm thấy ở lowland forest and heavy woodland from West Africa to bờ biển của Kenya và Tanzania and to Malawi và Mozambique.
Chiều dài cánh trước là 34–38 mm. Nó rất giống với Nephele monostigma.
Ấu trùng ăn Landolphia species. 